# 크림 (음식)
크림(영어: cream) 또는 유크림(乳cream, 영어: dairy cream)은 유제품의 하나로, 우유 등 동물의 젖을 균질화하기 전에 지방이 많은 위쪽 층을 분리한 식품이다. 균질화하지 않은 우유에서는 밀도가 낮은 지방층이 위로 떠오른다. 현대에는 원심 분리기의 일종인 크림 분리기로 원유에서 유크림과 탈지유를 분리한다.
유지방이 18%∼20% 들어 있는 크림은 커피의 쓴맛을 덜어 주고 향을 부드럽게 한다. 유지방 함량이 30%∼37%인 크림은 아이스크림과 버터를 만드는 데 쓰이고, 36% 이상인 진한 크림은 버터크림에 쓰이고 케이크를 장식하거나 과일 위에 얹어 먹는다. 아이싱 용도로 흔히 쓰인다.

## 요리
크림은 아이스크림, 다양한 소스, 수프, 스튜, 푸딩, 일부 커스터드 베이스 등 다양한 식품의 성분으로 사용되며 케이크에도 사용된다. 휘핑 크림은 아이스크림 선데이, 밀크셰이크, 라씨, 에그노그, 스위트 파이, 딸기, 블루베리 또는 복숭아 위에 토핑으로 제공된다. 크림은 마살라 요리 등 인도 카레에도 사용된다.
크림(보통 라이트/싱글 크림 또는 하프 앤 하프)을 커피에 첨가할 수 있다.
싱글 크림과 더블 크림(정의는 유형 참조) 모두 요리에 사용할 수 있다. 더블 크림 또는 전지방 크림 프레슈는 크림을 핫 소스에 첨가할 때 크림이 분리되거나 "쪼개지는" 것을 방지하기 위해 자주 사용된다. 더블 크림은 우유로 묽게 만들어 싱글 크림과 비슷하게 만들 수 있다.
프랑스 단어 crème은 유제품 크림뿐만 아니라 일반적으로 크림이 아닌 우유로 만들어지는 달콤하고 풍미 있는 커스터드와 같은 다른 걸쭉한 액체를 의미한다.

## 종류
대한민국에서는또는 유지방 함량이 18% 이상인 크림을 생크림(生cream)으로 분류한다. 다른 나라의 크림 분류는 다음과 같다.
| 종류                                                                                               | 유지방 함량 |
| -------------------------------------------------------------------------------------------------- | ----------- |
| 더블 크림(двойные сливки 드보이니예 슬립키[*]), 고지방 크림(жирные сливки 지르니예 슬립키[*])      | 48%         |
| 휘핑 크림(сливки для взбивания 슬립키 들랴 브즈비바니야[*])                                        | 33~35%      |
| 크림(сливки 슬립키[*])                                                                             | 15~20%      |
| 저지방 크림(нежирные сливки 네지르니예 슬립키[*]), 음용 크림(питьевые сливки 피티예비예 슬립키[*]) | 10%         |

| 종류                                                         | 유지방 함량  | 설명                                                                          |
| ------------------------------------------------------------ | ------------ | ----------------------------------------------------------------------------- |
| 생산자용 크림(manufacturer's cream)                          | ≥40%         | 상업적·전문적 용도로 쓰인다. 최근까지 소매용으로 판매되지 않았다.             |
| 헤비 크림(heavy cream), 헤비 휘핑 크림(heavy whipping cream) | ≥36%         | 휘핑했을 때 뿔이 단단하게 올라온다.                                           |
| 휘핑 크림(whipping cream)                                    | ≥30%, <36%   | 소스나 수프를 만들 때나 가니시할 때 쓴다. 휘핑했을 때 뿔이 부드럽게 올라온다. |
| 라이트 크림(light cream)                                     | ≥18%, <30%   | 커피나 오트밀 등 포리지에 넣는다. 소스를 만들 때 쓰기도 한다.                 |
| 하프 크림(half and half)                                     | ≥10.5%, <18% | 우유 반, 라이트크림 반을 섞은 크림이다. 커피에 넣는다.                        |

| 종류                                           | 유지방 함량 | 처리         | 설명                                                          |
| ---------------------------------------------- | ----------- | ------------ | ------------------------------------------------------------- |
| 클로티드 크림(clotted cream)                   | ≥55%        | 열처리       | 크림 티 때 내는 크림이다. 스콘 등에 스프레드처럼 발라 먹는다. |
| 엑스트라식 더블 크림(extra-thick double cream) | ≥48%        | 열처리, 급냉 | 파이, 푸딩, 후식에 떠 올린다.                                 |
| 더블 크림(double cream)                        | ≥48%        |              | 휘핑해 푸딩, 후식에 사용한다.                                 |
| 휘핑 크림(whipping cream)                      | ≥35%        |              | 더블 크림보다 가벼운 크림이다. 휘핑해 푸딩, 후식에 사용한다.  |
| 휩트 크림(whipped cream)                       | ≥35%        | 휘핑됨       | 케이크 장식, 아이스크림이나 과일 등 토핑에 사용한다.          |
| 살균 크림(sterilized cream)                    | ≥23%        | 살균         |                                                               |
| 크림(cream), 싱글 크림(single cream)           | ≥18%        | 비살균       | 푸딩에 붓거나, 소스에 사용한다. 커피에 넣기도 한다.           |
| 살균 하프 크림(sterilized half cream)          | ≥12%        | 살균         |                                                               |
| 하프 크림(half cream)                          | ≥12%        |              | 드물게 칵테일 등에 쓰인다.                                    |

| 종류                                                    | 유지방 함량       | 처리       | 설명                                                                                               |
| ------------------------------------------------------- | ----------------- | ---------- | -------------------------------------------------------------------------------------------------- |
| 비젖산발효 크림 (액체 제형)                             |                   |            | |
| 크렘 프레슈 크뤼(crème fraîche crue)                    | 30~40%            | 비살균     | |
| 크렘 플뢰레트(crème fleurette)                          | 30%               | 저온살균   | 요리에 흔히 사용한다.                                                                              |
| 크렘 앙티에르 리키드(crème entière liquide)             | 22~40%            | 초고온처리 | |
| 크렘 프레슈 리키드(crème fraîche liquide)               | 30~40% (보통 30%) | 저온살균   | 과일 후식에 사용한다. 샹티이 크림이나 가나슈를 만들 때도 사용하며, 소스나 수프를 만들 때도 쓰인다. |
| 크렘 프레슈 레제르 리키드(crème fraîche légère liquide) | 12~21% (보통 15%) | 저온살균   | 다이어트 식품 등에 쓰인다.                                                                         |
| 젖산발효 크림 (점도 있는 제형)                          |                   |            | |
| 크렘 크뤼 마튀레(crème crue maturée)                    | 30~40%            | 비살균     | |
| 크렘 앙티에르 에페스(crème entière épaisse)             | 22~40%            | 초고온처리 | |
| 크렘 프레슈 에페스(crème fraîche épaisse)               | 30~40% (보통 30%) | 저온살균   | 국물을 졸여서 소스를 만들 때 넣는다. 키슈를 만들 때도 쓴다.                                        |
| 크렘 프레슈 레제르 에페스(crème fraîche légère épaisse) | 12~21% (보통 15%) | 저온살균   | 다이어트 식품 등에 쓰인다.                                                                         |
| 크렘 에그르(crème aigre)                                | 16~21%            |            | 사워크림이다. 흔히 쓰이지 않는다.                                                                  |

## 가공 및 첨가물
크림에는 증점제와 안정제가 첨가될 수 있다. 증점제에는 알긴산나트륨, 카라기난, 젤라틴, 중탄산나트륨, 피로인산사나트륨 및 알긴산이 포함된다.
다른 처리가 수행될 수 있다. 예를 들어, 크림을 커피에 첨가하면 기름진 소구체("페더링")를 생성하는 경향이 있다. 무지방 고형분 함량을 증가시키면 크림의 안정성이 증가할 수 있는데, 이는 비용이 많이 들지만 부분적인 탈염 및 카제인나트륨 첨가를 통해 이루어질 수 있다.

## 같이 보기
- 식물성 크림
- 휘저은 크림